# Macrophyes jundiai
Macrophyes jundiai är en spindelart som beskrevs av Antonio D. Brescovit 1993. Macrophyes jundiai ingår i släktet Macrophyes och familjen spökspindlar. Inga underarter finns listade i Catalogue of Life.